# Ozyptila barbara
Ozyptila barbara là một loài nhện trong họ Thomisidae.
Loài này thuộc chi Ozyptila. Ozyptila barbara được J. Denis miêu tả năm 1945.